# Герберт, Уильям, 2-й маркиз Поуис
Уильям Герберт, 2-й маркиз Поуис (англ. William Herbert, 2st Marquess of Powis; ок. 1665 — 22 октября 1745) — английский пэр и сторонник якобитов.

## Ранняя жизнь
Родился около 1665 года . Единственный сын Уильяма Герберта, 1-го маркиза Поуиса (1626—1696), от леди Элизабет Сомерсет (1633—1691) , младшей дочери Эдварда Сомерсета, 2-го маркиза Вустера. Среди его сестер были Фрэнсис Маккензи, графиня Сифорт (жена Кеннета Маккензи, 4-го графа Сифорта), леди Мэри Максвелл (жена Ричарда Молинье, Фрэнсиса Брауна, 4-го виконта Монтегю и сэра Джорджа Максвелла Орчардтауна, 3-го баронета), Энн Смит, виконтесса Кэррингтон (жена Фрэнсиса Смита, 2-го виконта Кэррингтона), леди Люси Герберт (которая стала канониссой и религиозным писателем) и Уинифред Максвелл, графиня Нитсдейл (жена Уильяма Максвелла, 5-го графа Нитсдейла).
Его отец Уильям был единственным сыном Перси Герберта, 2-го барона Поуиса (1598—1667), и Элизабет Крэйвен.
До 1722 года он был известен как виконт Монтгомери. На коронации Якова II Стюарта 23 апреля 1685 года он выступал в качестве почетного пажа. С 8 мая 1687 года по ноябрь 1688 года он был полковником пехотного полка, а также заместителем лейтенанта шести валлийских графств с 26 февраля по 23 декабря 1688 года.

## Карьера
Он служил заместителем лейтенанта Англси в 1688 году. После Славной революции усилия Якова II привели к тому, что виконт Монтгомери был помещен в лондонский Тауэр 6 мая 1689 года, и он не был освобожден под залог до 7 ноября. 5 июля 1690 года и снова 23 марта 1696 года за его задержание была издана прокламация, сопровождавшаяся наградой в 1000 фунтов стерлингов; в последнем случае его подозревали в соучастии в якобитском заговоре 1696 года. В мае 1696 года он был объявлен вне закона, но техническая ошибка шерифов Лондона позволила ему сохранить свое поместье. Он сдался 15 декабря 1696 года и был доставлен в Ньюгейтскую тюрьму. Хотя сообщалось, что он предоставил информацию о заговоре, он оставался там до 19 июня 1697 года, когда во время вспышки тюремной лихорадки его выпустили под залог.
Виконта Монтгомери не судили, и в ноябре 1700 года он заболел в Генте. В январе 1701 года король Англии Вильгельм III Оранский разрешил ему выехать из Фландрии, чтобы собрать деньги на свое имение и выплатить долги. Он нанес второй визит в Лондон 25 мая 1703 года, сдался и был освобожден под залог. Финансовые трудности заставили его продать свой дом в Линкольнс-Инн-Филдс герцогу Ньюкаслу в мае 1705 года. В 1708 году он жил в Поуис-хаусе на Грейт-Ормонд-стрит.
Вновь арестованный во время якобитской тревоги в сентябре 1715 года, виконт Монтгомери считался безобидным. В конце концов ему были восстановлены его титулы и поместья, включая замок Поуис, и он был вызван в парламент как маркиз Поуис 8 октября 1722 года. В системе Якобиитского пэрства он был известен как 2-й герцог Поуис, и он и его старший сын подготовили заявление о своих притязаниях к этому титулу; но иск, похоже, не был предъявлен.

## Личная жизнь

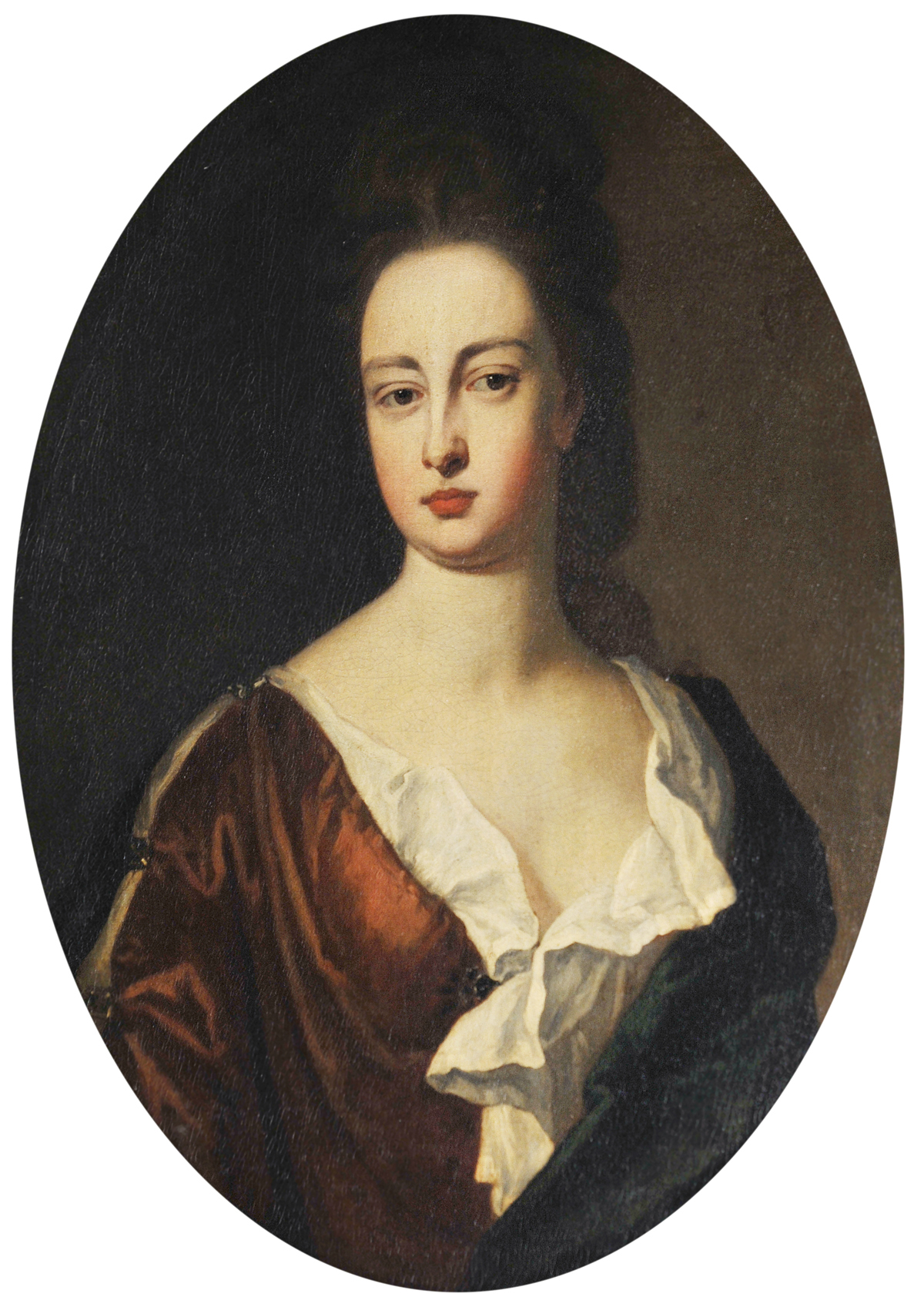
Леди Мэри Престон, портрет Михаэля Даля

В 1695 году виконт Монтгомери женился на Мэри Престон (? — 8 января 1724), старшей дочери и сонаследнице сэра Томаса Престона, 3-го баронета из Фернесса, и его жены достопочтенной Мэри Молинье, старшей дочери Кэрила Молинье, 3-го виконта Молинье (1623—1700). Вместе у Мэри и Уильяма было два сына и четыре дочери, в том числе:
- Уильям Герберт, 3-й маркиз Поуис (1698 — 8 марта 1748), старший сын и наследник отца, умерший неженатым[5].
- Лорд Эдвард Герберт (ум. 1734), который в 1734 году женился на леди Генриетте Уолдегрейв, единственной дочери Джеймса Уолдегрейва, 1-го графа Уолдегрейва[5].
- Леди Мэри Герберт, вышедшая замуж за Джозефа Гейджа, графа Гейджа, младшего брата Томаса Гейджа, 1-го виконта Гейджа, и второго сына Джозефа Гейджа из замка Ширберн[5]
- Леди Энн Герберт (ум. 1757), вышедшая замуж а 1728 году в качестве своей второй жены за Генри Аранделла, 6-го барона Арунделла из Уордура[5]
- Леди Шарлотта Герберт, вышедшая замуж за Эдварда Морриса. После его смерти она вышла замуж за Эдварда Уильямса из Эслина[5].
- Леди Тереза Герберт (1706—1723), вышедшая замуж в 1721 году за сэра Роберта Трокмортона, 4-го баронета из Коутона[5].

Леди Поуис умерла 8 января 1724 года и была похоронена в Хендоне, где у маркиза было имущество. Лорд Поуис умер 22 октября 1745 года, и ему наследовал его старший сын Уильям. После смерти бездетного Уильяма Герберта в 1748 году маркизат угас, и семейное состояние перешло к его наследнику мужского пола, лорду Герберту из Чирбери, который женился на внучке 2-го маркиза, Барбаре Герберт.

## Потомки
Через своего сына лорда Эдварда он был дедушкой Барбары Герберт (1735—1786), которая вышла замуж за родственника Генри Артура Герберта (1703—1772), который был назначен бароном Гербертом из Чербери в 1743 году и 1-м графом Поуисом в 1748 году.